# Rózsavölgyi és Társa Kiadó
Munkatársaink tudása nem arra szolgál, hogy a vevőt bármire is rábeszéljék, hanem hogy a választást megkönnyítsék. Azaz mindenkor a zenét szolgálják.
A Rózsavölgyi és Társa Kiadó (1850–) (székhely: Pest, ma Budapest) Magyarország legrégebbi, és máig egyik legnagyobb zenei kiadója.

## Története

### A kiadó megalapítása[2]
A kiváló zeneszerző Rózsavölgyi Márk kisebbik fia, Rózsavölgyi Gyula (1822-1861) honvédfőhadnagyi rendfokozatban szolgált az 1848–49-es forradalom és szabadságharcban. A fegyverek elcsendesedése után figyelmét a tudomány és művészetek felé fordította. A Rózsavölgyi és Társa céget Grinzweil Norberttel (1823-1890) alapította meg. Az üzletnyitási kérelem beérkezése után 1850. október 8-án nyitott meg a zenemű-kereskedés.
A kiadó működtetésének szakmai oldalát a társak közül Rózsavölgyi képviselte, aki a németországi és magyarországi könyvárusi és zeneműkiadói cégeknél mélyült el a szakmában, míg Grinzweil anyagilag finanszírozta a vállalkozást és közben tanulta el a kiadói mesterséget. A két tulajdonos beutazta Európa kulturális központjait (Berlin, Bécs, Prága stb.) és felvásárolta a kor nagyobb európai kottakiadóinak legjelentősebb kiadványait. Az 1850-es évek elején az üzlet folyamatosan bővült, többek közt nemcsak kottákat, hanem metszeteket, rajzmintákat, festőszereket, papírárut is árultak. Számos középes méretű kiadóhoz hasonlóan a Rózsavölgyi és Társa cég nem csak, hogy versenyképes volt, de az üzemeltetők által választott területen az élvonalba tartozott.
Rózsavölgyi Gyulát az üzlet mellett a kiadói tevékenység foglalkoztatta. A cenzúra engedélye nélkül kiadta Kecskeméti József: Csatára című csárdását. A kiadványhoz használt emblémákat az akkori rezsim "tilosnak és ingerlőnek" találta, ezért Rózsavölgyit a haditörvényszék három hónap börtönre ítélte. A politikai incidens(ek) ellenére szorgalmasan folytatta kiadói munkásságát, köztük a lelkesítő csárdásokét is. Ekkoriban jelent meg a Bartay Endre szerkesztette ''Válogatott csárdások népies dalainkból", majd az ''50 csárdás'' című kötet is. Megindult továbbá Kováltsik Amát szerkesztésében a Théâtrale sorozat is, amely divatos opera egyvelegeket (Nabucco, Lucrezia Borgia, Ernani, Don Pasquale stb.) tartalmazott. 1854-től híres zeneszerzők (Beethoven, Mozart, Haydn, Bach, Liszt Ferenc) gipszöntvény szobrát is áruba bocsátották. 1857-ben megjelentették Rózsavölgyi Márk Magyarjainak 24 füzetes kiadványát, majd Egressy Béni Válogatott eredeti dalait, valamint gróf Festetics Leó Palotás Nóták sorozatának 12 füzetét. Az 1859-ben megjelent Rózsavölgyi-jegyzék hatalmas anyagot foglalt magában, a cégnek 20 000 darabból álló kölcsön-kottatára is volt.

### Az alapítók halála után[5]
Rózsavölgyi Gyula 1860-ban meghalt, a cég nevén nem változtatva társa és az utódai vitték tovább az egyre bővülő céget, felvásárolták a tönkrement kisebb kiadókat, életműszerződést kötöttek a kor legismertebb zeneszerzőivel (Erkel Ferenc, Liszt Ferenc).
1861-ben Liszt Ferenc tanítványa, Dunkl Nepomuk János zongoraművész feleségül vette Grinzweil Josefa opera- és hangverseny-énekesnőt, Grinzweil Norbert húgát. Hamarosan bekerült a cégvezetésbe és tulajdonos is lett. 1862-ben fiókcéget nyitottak Bécsben, amelyet Dunkl vezetett. 1864-ben megjelent az ezredik kottakiadvány. 1872–ben felvásárolták a század elejének egyik legjelentősebb zeneműkiadóját, a Treichlinger céget, amelynek tulajdonába tartozott többek közt az 1855-ben megszűnt Wagner József cég összes zeneműkiadványa is. Az üzlet gyarapodásával új székhelyre került (Kristóf tér 4.), nagyobb üzlethelyiségbe, továbbá a polcrendszer kialakításánál figyelembe vették a – zenei gyűjteményekre jellemző – speciális beosztási szakrendszert, amelyet hazánkban először itt alkalmaztak. A cég által nyújtott színvonalas zeneműkiadási tevékenység nem maradt elismerés nélkül: a kiadó 1885. február 3-án elnyerte a „császári és királyi mű- és hangjegykereskedés” címet. 1890-ben, Grinzweil Norbert halála után Dunkl fia, Dunkl Norbert is a cégvezetésbe került, apja halála után pedig ő lett a tulajdonos. 1894-ben elindították a Zenei Szemle című folyóiratot, mely később Művészeti Lapok címen futott.

### A kiadó a 20. században
A 20. század fordulóján a cég élen járt az amatőr könyvkiadásban, tevékenységét számos kiemelkedő színvonalú könyv megjelenése fémjelezte különböző sorozatokban: a Kis Helikon sorozat, Magyar Helikon sorozat, Magyar Elzevir. A fakszimile kiadások elsősorban tudományos szempontból jelentősek, emellett művészi kivitelezésűek voltak. A kiadó terjeszkedésének következő állomása 1904-re datálható, ebben az évben szerződést kötöttek a Boosey & Hawkes céggel, amelynek következtében a Rózsavölgyi kiadványok eljutnak Angliába és a tengerentúlra is. 1905-ben elkészült a Rózsavölgyi és Társa kiadó első reprezentatív, 300 oldalból álló összefoglaló jegyzéke magyar és német nyelven, melyben közel 800 zeneszerző művei szerepeltek.

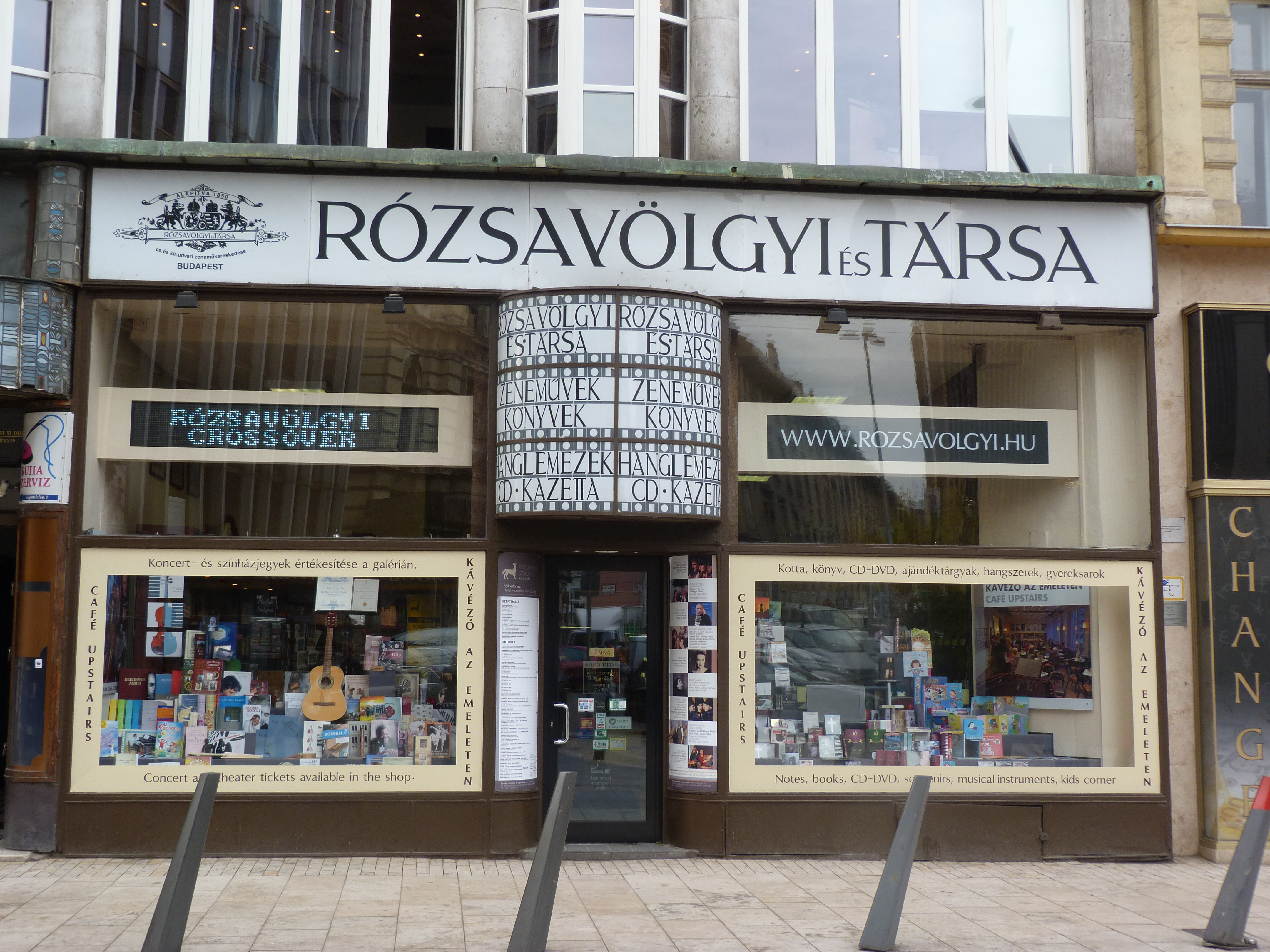
Az 1912-ben megnyílt és azóta is működő
zeneműbolt bejárata a Szervita téren

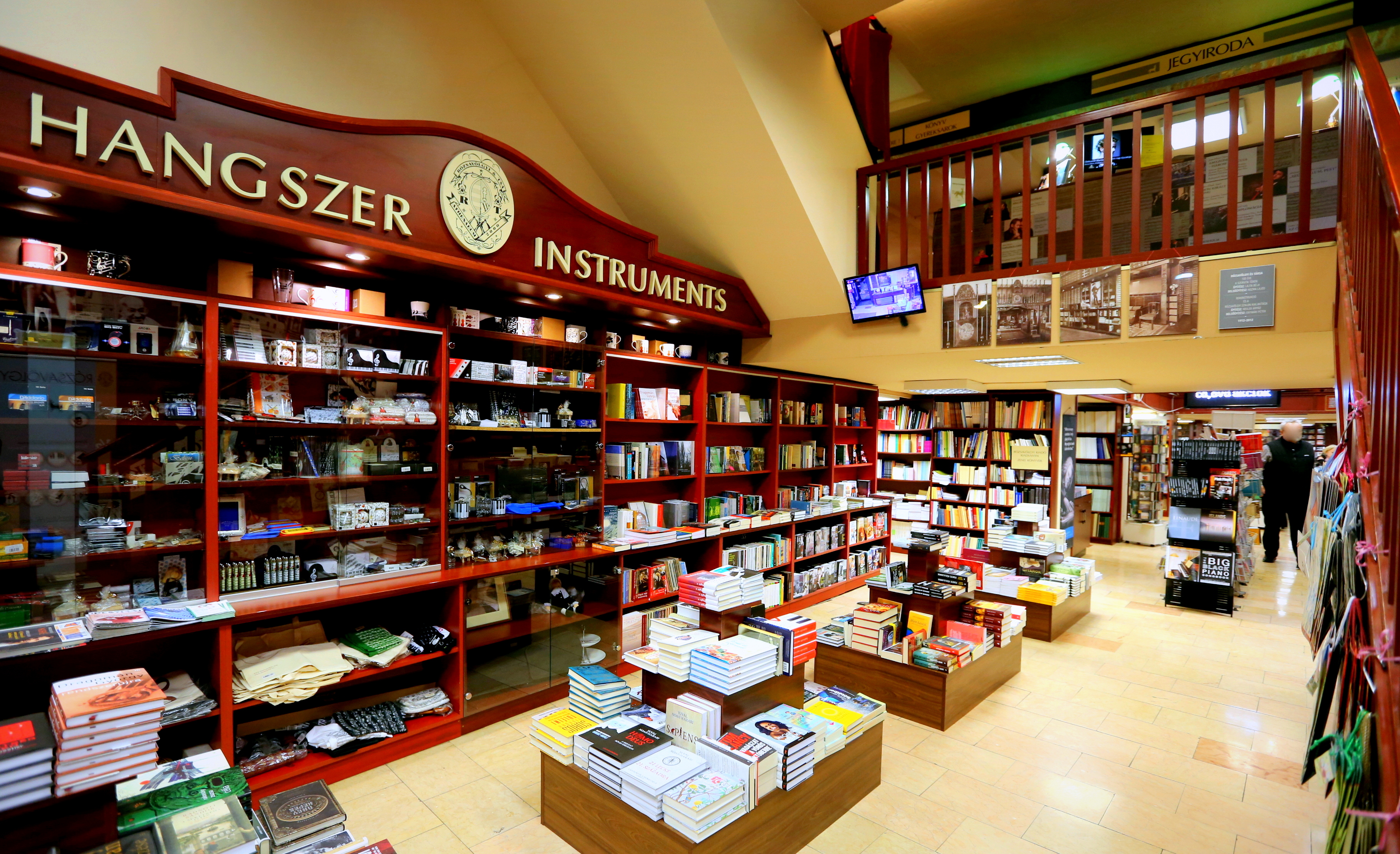
A zeneműbolt 2019-ben

Az 1910-es évek elején, technológiai szinten is az európai színvonalon járva, a gramofonlemezek megjelenésekor a bolt elsőként kezdte árulni az új hangzóanyag típust. A Rózsavölgyi és Társa zeneboltjának Szervita téri üzlethelyisége 1912. december 29-én nyílt meg, a kor stílusának megfelelően kialakított épületben, amely nem csak a zeneművek eladása miatt volt jelentős, hanem kulturális központnak is számított. A cég közreműködésével alakult meg a Budapesti Hangversenyzenekar (1930) is, valamint többek között Liszt, Debussy, Ravel budapesti fellépéseit is szervezték.
1936-ban a Rozsnyai Zeneműkiadó megvásárlásával a Rózsavölgyi és Társa a legnagyobb hazai zenei kiadó lett. A beszerzéssel számtalan – a zenepedagógiában nélkülözhetetlen – kottára tett szert (Czerny–Chován: Előtanulmányok a kézügyesség iskolájához; Bertini–Chován: 45 tanulmány; Chován K.: Zongoraiskola I-II.; Szonatinagyűjtemény, és további közel kétszáz féle, iskolai oktatásban használt, különböző hangszerekre írott kotta). Szintén ebben az évben rendeznek be hangszerosztályt a bolt alagsorában.
A háború után, 1945-ben a Rózsavölgyi Zeneműbolt újranyitották, majd a kiadót és a boltot 1949. szeptember 7-én államosították. A kiadói tevékenység jogutódja a Zeneműkiadó Vállalat, a zeneműbolt tulajdonosa pedig az Állami Könyvterjesztő Vállalat lett.
1961-ben egy elektromos zárlat következtében tűzvész pusztította el a Rózsavölgyi szinte teljes berendezését és az árukészlet nagy részét. A veszteség jelentős része pótolhatatlan – régi relikviák, első kiadások, kéziratok égtek el. Három év múlva nyílt meg a rekonstruált Rózsavölgyi Zeneműbolt. A cég alapításának 125. évfordulójára (1975) jegyzék készült a bolt készletéről, amely bemutatta azt a választékot, amely a Rózsavölgyit Európa 10 legnagyobb zeneműboltja közé emelte. 1994-ben privatizáció következtében a Rózsavölgyi Zeneműbolt a Líra és Lant keretén belül a Láng Holding tulajdonába került, majd 1999-ben az Athenaeum Kiadón belül, Rózsavölgyi és Társa márkanévvel újra megkezdődött a zenei kiadói tevékenység, 2002. január 1-én pedig megalakult a Rózsavölgyi és Társa cég, mely zenei kiadványok kereskedelmével és megjelentetésével foglalkozik.

## Néhány kiadványa[10]
- Országgyűlési-emlék zongorára, első kiadás 1862
- Hunyady László opera zongoraátirata, 1908
- Liszt Ferenc műveinek összkiadása
- Bánk bán partitúra
- James Webster – Georg Feder: Haydn élete és művei
- Győrffy István: Klasszikus összhangzattan
- Devich Sándor: A vonósnégyes egykor és ma
- Réti Zoltán: Rózsavölgyi Márk
- Minden csak komédia – Zerkovitz Béla gramofonslágerei
- Engem a rumba döntöget romba – Ákos Stefi legnagyobb slágerei
- Szellők szárnyán – Szeleczky Zita filmdalai

## Könyveinek teljes listája 1920-ig
(a lista a zeneműveket nem tartalmazza)
- Petrik Géza Könyvészete